# Conrad Aiken
Conrad Potter Aiken (Savannah, Georgia, 5 de agosto de 1889-17 de agosto de 1973) fue un escritor, poeta, cuentista, novelista y crítico estadounidense.

## Biografía
Aiken era el hijo mayor de William Ford y Anna (Potter) Aiken. En Savannah, el padre de Aiken se convirtió en un respetado médico y cirujano oftalmólogo, mientras que su madre era hija de un destacado ministro unitario de Massachusetts. El 27 de febrero de 1901, el Dr. Aiken asesinó a su esposa y luego se suicidó. Según su autobiografía, Ushant, Aiken, que entonces tenía 11 años, oyó los dos disparos y descubrió los cadáveres inmediatamente después.
Tras la muerte de sus padres, fue criado por sus tíos abuelos en Cambridge, Massachusetts, y asistió a la Middlesex School y luego a la Universidad de Harvard. En Harvard, Aiken editó el Advocate con T. S. Eliot, quien se convirtió en su amigo, colega e influencia durante toda su vida. También fue en Harvard donde estudió con otra influencia significativa en su escritura, el filósofo George Santayana.
Aiken escribió la mayoría de sus obras de ficción entre los años 1920 y 1930. En general fueron más exitosos sus cuentos que sus novelas, como Strange Moonlight de la colección Bring! Bring! (1925), Silent Snow, Secret Snow y Mr. Arcularis del repertorio Among the Lost People (1934). Muchos de sus escritos tienen una fuerte carga psicológica. Escribió el cuento Nieve silenciosa, nieve secreta (1934),  parcialmente basado en su trauma infantil.
Sus trabajos están influenciados por los inicios de la teoría psicoanalítica. Entre su mejor poesía se encuentra Preludes to Definition, que pertenece a su obra Collected Poems (1953).
Aunque recibió los premios literarios más prestigiosos (Premio Pulitzer y Premio Nacional del Libro), junto con la aclamación de la crítica de algunos de los escritores y críticos más respetados de su tiempo, Aiken nunca se convirtió en un poeta realmente popular.

## Premios y reconocimientos
En 1930 recibió el Premio Pulitzer de Poesía por su obra Selected Poems. En 1954, sus Poemas completos ganaron el National Book Award (Premio Nacional del Libro).
Aiken ocupó la cátedra de Poesía de la Biblioteca del Congreso desde 1950 hasta 1952 y se le concedió la Medalla de oro de Poesía del Instituto Nacional de Artes y Letras en 1958.

## Obras
- Earth Triumphant, (1911, poesía)
- The Jig of Forslin, (1916, poema narrativo)
- The Charnel Rose, (1918, poesía)
- The Blue Voyage, (1926, novela)
- Costumes and Eros, (1929, cuentos)
- Gehenna, (1930, cuentos)
- Selected Poems, (1930, poesía)
- John Death: A Metaphysical Legend (1931, poesía)
- Great Circle, (1933, novela)
- And In the Hanging Gardens, (1933, poesía)
- Silent Snow, Secret Snow, (1934, cuentos)
- Among the Lost People, (1934, cuentos)
- Bring! Bring! Bring!, (1935, cuentos)
- King Coffin, (1935, novela)
- A Heart for All the Gods of Mexico, (1939, novela)
- Conversations, (1940, novela)
- Skylight One, (1949, poesía)
- The Collected Stories of Conrad Aiken, (1960, cuentos)
- Morning Song for Lord Zero, (1963, poesía)
- Cats And Bats And Things With Wings, (1965, poesía)
- Thee, (1967, poesía)
- Being the Diary of a Queer Man, (1971, poesía)
- Ushant, (1973, novela autobiográfica)
- Charnel Rose, Senlin and Other Poems, (1982, poesía)